# Herkules storverk
Herkules storverk är en novellsamling skriven av Agatha Christie och först publicerad i USA 1947 och i Storbritannien i september samma år.
Boken handlar om den belgiske detektiven Hercule Poirot och redogör för tolv fall som han tänker avsluta sin karriär som privatdetektiv med. Hans vanliga medarbetare (hans sekreterare miss Felicity Lemon och betjänten George/Georges) gör cameoframträdanden, liksom kommissarie Japp. Berättelserna publicerades för första gången i tidskrifter mellan 1939 och 1947.
I förordet förklarar Poirot att han noggrant kommer att välja ut de fall som ska överensstämma med den mytologiska ordningsföljden i Herkules tolv stordåd. I vissa fall (som i "Det nemeiska lejonet") är kopplingen mycket svag, medan det i andra fall är mer eller mindre omständigheterna som tvingar Poirot att välja fall. Mot slutet har "Upphämtandet av av Cerberos" händelser som korresponderar med tolfte verket med nästan självsatirisk bekvämlighet.

## Handlingar

### Förord
Hercule Poirot njuter av ett socialt besök av dr Burton, en medlem av All Souls College, som ljudligt reciterar några rader från Homeros Iliaden (XXIII, 316 f) och vänder samtalet till ämnet Poirots ovanliga förnamn och hur några av de hedniska namn som föräldrar ger sina barn inte passar mottagarna. Han tänker på Poirots och Sherlock Holmes mammor som satt tillsammans och diskuterade namn till sina barn. Poirot hävdar att han inte kände till legenden om Herkules. Samtalet övergår till Poirots avsikt att dra sig tillbaka efter att ha avslutat några fall av intresse och personlig vädjan och Burton hänvisar skrattande till Herkules tolv storverk. Denna kommentar ger Poirot en tankeställare och efter att hans besökare har gått, bekantar sig Poirot med sin legendariska namnes bedrifter och bestämmer sig för att hans sista fall kommer att efterlikna Herkules tolv storverk.

### Detnemeiska lejonet
Poirots sekreterare miss Lemon finner det första av arbetet i ett brev från en frispråkig affärsman, Sir Joseph Hoggin, vars frus pekingeshund har kidnappats. Poirot träffar Hoggin, som berättar för honom att hunden togs för en vecka sedan men återlämnades mot en lösensumma på 200 pund. Hoggin skulle ha låtit saken bero om det inte hade varit för det faktum att samma sak hade hänt en bekant på hans klubb. Poirot träffar den griniga Lady Hoggin och hennes tillgjorda sällskapsdam miss Amy Carnaby, som uppenbarligen är rädd för sin arbetsgivare. Miss Carnaby tog med sig den gläfsande hunden Shan-Tung (som Poirot beskrev som "ett veritabelt lejon") på sin promenad i parken och hon stannade för att beundra en bebis i en barnvagn. När hon tittade ner hade någon klippt av hundens koppel och den hade tagits. Ett lösenbrev sa lämna pengarna i sedlar i ett kuvert till en kapten Curtis på en adress i Bloomsbury.
Poirot påbörjar sina efterforskningar. Efter att ha förvissat sig om namnet på miss Carnabys tidigare arbetsgivare, lady Hartingfield som dött ett år tidigare, besöker han hennes brorsdotter som bekräftar lady Hoggins uppfattning om miss Carnabys brist på intellekt men väsentliga goda egenskaper att ta hand om en invalid syster och vara god med hundar, så till den grad att lady Hartingfield lämnade sin pekingese till henne. Poirot intervjuar parkvakten som minns kidnappningshändelsen. Han undersöker sedan adressen som lösensumman skickades till och finner att det är ett billigt hotell där brev ofta lämnas. Hans tredje besök är hos hustrun till den man som Hoggin träffade på sin klubb och som ger en historia som är mycket lik den som Lady Hoggin berättade om kidnappningsmetoden och lösensummor. Hans sista besök är tillbaka till Sir Joseph för att rapportera om framstegen, där han observerar att Sir Josephs förhållande med sin blonda sekreterare inte precis är på en professionell nivå.
Poirot skickar ut sin betjänt för att undersöka saken och hittar en adress som bekräftar Poirots misstankar om var den skulle ligga och vad han skulle hitta där. Poirot besöker den och hittar miss Carnaby, hennes invalida syster Emily och pekingesehunden Augustus. De är en del av en bluff som drivs av kvinnor som är följeslagare till rika och otacksamma damer. Dessa kvinnor är dåligt betalda, utan talang och kommer att drivas bort när de blir äldre. Hunden som tas ut på promenad är deras egen Augustus, som släpps lös och kan hitta tillbaka till systerns lägenhet utan hjälp och därmed ge vittnen till "brottet". "Föremålet" för kidnappningen hålls i systerns lägenhet och dess ägare informeras om lösensumman. Ganska ofta är det följeslagaren som skickas med kuvertet med pundsedlar som går till en allmän pott för alla följeslagare som är involverade i systemet. Miss Carnaby känner skuld för sitt brott men ursäktar det med att de behandlas illa av sina arbetsgivare – så sent som häromdagen anklagade Lady Hoggin henne för att ha mixtrat med sin tonic eftersom den smakade obehagligt. Poirot säger till dem att deras aktiviteter måste upphöra och att pengarna måste återlämnas till Lady Hoggin, även om han är säker på att han kommer att kunna övertala hennes man att inte blanda in polisen.
Poirot träffar Sir Joseph och erbjuder två alternativ: åtala brottslingen (som han inte namnger), i vilket fall han kommer att förlora sina pengar, eller bara ta pengarna och avsluta fallet. Den girige Sir Joseph går med på det senare alternativet och tar emot Poirots check. Detektiven övergår till mordfall och berättar för en upprörd Sir Joseph att han påminner honom om en belgisk mördare som förgiftade hans fru för att gifta sig med hans sekreterare. Poirots mening är helt klar och den skakade mannen ger Poirot tillbaka sin check och säger åt honom att behålla pengarna. Poirot skickar tillbaka den till fröknarna Carnaby och berättar för dem att det är det sista bidraget till deras fond innan den avvecklas. Under tiden berättar Lady Hoggin för sin lättade make att hennes tonic inte längre smakar så bittert.

### Den lerneiska hydran
Poirot blir tillfrågad om hjälp av läkaren dr Charles Oldfield, som har en praktik i Market Loughborough, en liten by i Berkshire. Hans fru dog för drygt ett år sedan och det pratas i byn om att han förgiftade henne. Folk undviker honom och flera elaka brev har skickats till honom, men han kan inte göra något för att hejda denna flodvåg av illasinnat skvaller – som huvudena på den lerneiska hydran, när en källa till skvallret skärs av, växer en annan i dess ställe. Så hans yttersta mål är att skära av den huvudsakliga källan till skvaller, precis som hydran hade dödats genom att skära av dess sårbara huvud.
Mrs Oldfield var en besvärlig invalid vars död förklarades med magsår, vars symptom liknar arsenikförgiftning. Hon lämnade en inte obetydlig summa pengar till sin man och efter påtryckningar erkänner Oldfield att mycket av samtalet kretsar kring Jean Moncrieffe, hans unge apoteksbiträde, som han vill gifta sig med men inte vågar på grund av pratet. Poirot reser till Market Loughborough och träffar Jean. Hon är uppriktig om sitt förhållande till Oldfield och sin motvilja mot hans fru, men motsätter sig Poirots idé om en uppgrävning och obduktion av kroppen. Poirot går runt i byn och insinuerar att han har kopplingar till inrikesdepartementet och skapar därmed mycket hycklande mummel av sympati för läkaren och, ännu viktigare, namn på vem som sa vad och när.
Av detta får han reda på var två tjänare hos Oldfields, som lämnade sin anställning efter mrs Oldfields död, för närvarande befinner sig. Sjuksköterskan Harrison, som tog hand om patienten, och familjens hembiträde Beatrice. Syster Harrison berättar en historia om hur hon hörde Jean och läkaren prata om hans frus nära förestående död, där det var tydligt att detta var en händelse som de båda otåligt väntade på. Sköterskan är säker på att Beatrice också måste ha hört samtalet. Poirot berättar för henne om de förmodade planerna på att gräva upp och sköterskan överväger denna nyhet och säger sedan till honom att hon håller med om att något sådant bör göras. Under intervjun förnekar Beatrice slugt att hon hört något samtal, men berättar för honom om flera suspekta historier om Jean som kokat medicin eller en kanna te till mrs Oldfield som sköterskan hällde bort eller bytte innan patienten hann ta dem. Poirot får tillstånd att gräva upp kroppen och den visar sig vara full av arsenik. Sjuksköterskan Harrison blir chockad och berättar en ny historia för Poirot om hur hon sett Jean fylla en sminkdosa med ett puder från apoteket. Poirot larmar polisen som hittar en sådan dosa i byrån i sovrummet i Jeans bostad. De visar den för syster Harrison, som upphetsat bekräftar att det är den hon såg – bara för att Poirot ska berätta för henne att sådana bara har tillverkats i tre månader. Dessutom hade hans betjänt George följt efter henne några dagar tidigare, bevittnat hennes köp av en dosa på Woolworths och sedan sett henne åka till Jeans bostad för att gömma den där. Syster Harrison är fast och nedbruten och erkänner mordet.
Poirot talar med Jean och berättar för henne att samtalet som syster Harrison påstod sig ha hört verkade psykologiskt osannolikt eftersom två möjliga konspiratörer aldrig skulle ha haft ett sådant samtal på en plats där de lätt kunde avlyssnas. Han lade märke till sköterskans positiva reaktion när han berättade för henne om en möjlig uppgrävning och lät henne sedan följas av George som bevittnade köpet av dosan och utläggningen av fällan för Jean. Motivet var svartsjuka, eftersom syster Harrison genom Oldfields vänliga sätt under flera år var övertygad om att han hade för avsikt att hon skulle bli hans brud.

### Denkerynitiska hinden
Poirot omdirigeras för att bo på ett värdshus i en engelsk by när hans bil med chaufför går sönder. Även om han inte uppskattar den dåligt tillagade måltiden han serveras, tycker han om att koppla av framför brasan på sitt rum efter sin promenad genom snön för att nå etablissemanget. Han blir avbruten av mekanikern som försöker reparera bilen. Den unge mannen – Ted Williamson – är otroligt stilig och välbyggd, som en grekisk gud, och Poirot påminner om en herde i Arkadien. Williamson känner till Poirots rykte och ber honom att spåra en ung flicka som har försvunnit. I juni förra året kallades Williamson ut till ett stort hus i närheten som heter Grasslawn för att reparera en trasig radio. Husägarna och deras gäster var ute och åkte båt och han visades in av hembiträdet till en rysk balettdansös som bodde där. Den guldhåriga pigan hette Nita och Williamson föll för henne. Han gick ut på en promenad med henne och hon sa att hon skulle vara tillbaka hos sin matmor om två veckor och att hon skulle träffa honom igen, men när det var dags för deras andra möte var pigan annorlunda. Det nya hembiträdet Marie Hellin gav honom en adress i norra London som han skulle skriva till för att kontakta Nita, men hans brev kom tillbaka obesvarat.
Poirot besöker denna adress och får veta att flickan, en italienska, har återvänt till sitt hemland. Hon beskrivs av värdinnan som mörkögd och på dåligt humör. Poirot försöker spåra Nita genom hennes tidigare arbetsgivare Katrina Samoushenka men får veta att dansaren har åkt till Schweiz. Han talar också med ägaren till Grasslawn, Sir George Sanderfield, som minns Marie med viss oro, men inte minns någon piga vid det första tillfället då Madame Samoushenka besökte hans hus och tror att Poirot misstar sig. Marie är föremål för Poirots nästa besök. Hon anställdes sista veckan i juni när den tidigare pigan hade slutat, möjligen på grund av sjukdom. Hon antyder att hon vet något om Sir George som Poirot skulle vilja veta, men detektiven antar inte erbjudandet till hennes stora förtret. Poirot talar med sin kontakt i teatervärlden som berättar att dansaren har åkt till Vagray Les Alpes i Schweiz med tuberkulos och att hennes hembiträde var italienare från Pisa. Poirot reser till Pisa för att få reda på att Nita Valetta, som de kallar Bianca, hade haft blindtarmsinflammation och dött på operationsbordet. Poirot har till synes nått slutet på sitt sökande, men något oroar honom och han beger sig vidare till Schweiz där han finner Samoushenka vid dålig hälsa. Hon bekräftar Poirots misstankar om att Marie Hellin utpressade Sir George Sanderfield, och att Maries företrädare, Nita, har dött. Poirot påpekar att Nitas familj kallade henne Bianca. Han lägger märke till Katrinas gyllene hår och berättar för henne att hon vid besöket i Sanderfields hus i juni var mellan hembiträden – Bianca hade slutat och Marie hade ännu inte fått något arbete. Samousjenka var i själva verket Nita, eller "Incognita" för att ge henne ett fullständigt namn, och hon njöt av flera timmars nöje i Arkadien med sin grekiska gud när han besökte huset och de andra var ute. Hon förnekar inte hans berättelse. Sedan övertalar han Katrina att börja ett nytt liv med Williamson. Hans jakt på den arkadiska hinden är över.

### Deterymantiska vildsvinet
Poirot är fortfarande kvar i Schweiz efter att ha löst det tredje arbetet. När han är på sightseeing tar han en bergbana till bergstoppshotellet Rochers Neiges. På vägen upp kontrolleras hans biljett av en konduktör som ger honom en hastigt nedklottrad lapp som är från Lementeuil, den schweiziske poliskommissarien. Lappen berättar för Poirot att han har blivit igenkänd på grund av sin mustasch och ber om hans hjälp. Marrascaud, en parisisk gangster, har flytt från sitt hemland efter mordet på Salley, en bookmaker, och tros ha ett möte med medlemmar av sitt gäng på Rochers Neiges. Poirot betraktar lappen; Marrascaud har varit huvudmisstänkt för många mord, men det här är första gången som hans skuld är bortom allt tvivel. Även om han är irriterad över att hans semester blir försenad, fångar Lementeuils fras för att beskriva Marrascaud – "ett vildsvin" – hans intresse. Han ser i detta det fjärde av sina självpåtagna arbeten. Poirot iakttar sina medpassagerare i bergbanan. Det finns en vänlig amerikansk turist som heter Schwartz, en vacker men melankolisk kvinna, en distingerad man som läser en bok på tyska och tre kriminella typer som spelar kort. När de anländer till hotellet finner de att det är något av kaos eftersom det precis har öppnat i början av säsongen. Poirot tycker att hotellchefen verkar vara i för mycket nervös panik. Den enda effektiva personen är servitören Gustave. När Poirot pratar med chefen och sedan med Schwartz igen får han veta att den vackra kvinnan är en Madame Grandier, som kommer varje år på årsdagen av hennes makes död i området, och att den distingerade mannen är Dr Lutz, en judisk flykting från nazisterna i Wien. Poirot presenterar sig för Schwartz som Monsieur Poirier, en sidenhandlare från Lyon.
Nästa morgon när Gustave levererar kaffe till sitt rum berättar han för Poirot att han i själva verket är M. Drouet, en polisinspektör. De är nu avskurna på hotellet eftersom bergbanan har skadats under natten, troligen genom sabotage. Poirot och Gustave diskuterar vem Marrascaud kan vara bland gästerna och personalen, vilket inkluderar Jacques, kockens make. Poirot är förbryllad över varför ett möte har arrangerats på en så isolerad plats. Poirot pratar med Jacques och hans fru och upptäcker att det före Gustave fanns en annan servitör vid namn Robert som avskedades på grund av inkompetens men som inte sågs lämna hotellet. Samma natt attackerar de tre kortspelande männen Poirot i hans rum, men han räddas av den pistolbärande Schwartz. De tre männen är inlåsta och Schwartz berättar för Poirot att männen redan har "skurit upp" Gustaves ansikte. Schwartz och Poirot hittar doktor Lutz hos den inte alltför allvarligt skadade detektiven och följer sedan ett blodigt spår längs hotellets mattor till en oanvänd flygel där de hittar en död kropp med en lapp fastnålad på den där det står "Marrascaud kommer inte att döda mer, inte heller kommer han att råna sina vänner." Poirot använder en heliograf för att signalera nerför berget efter hjälp och tre dagar senare anländer Lementeuil och några poliser till hotellet och Gustave arresteras. Poirot tillkännager att Gustave inte är Drouet utan Marrascaud. Det var "Robert" som var Drouet; Marrascaud dödade honom och tog hans plats. Vi får veta att Poirot under sin första natt på hotellet inte drack sitt kaffe, eftersom han misstänkte att det var drogat och faktiskt bevittnade hur Gustave gick in i hans rum, rotade i hans fickor och hittade lappen från Lementeuil. De tre kortspelarna var medlemmar i Marrascauds gäng men attackerade aldrig sin ledare; Styckningen av Marrascauds ansikte utfördes av Dr Lutz (som är plastikkirurg och inte psykiater som han har låtsats vara) för att förändra hans utseende. Detta är den verkliga anledningen till att mötet ägde rum på en så isolerad plats.

### Augeasstall
Poirot ombeds att hjälpa premiärministern Edward Ferrier vars föregångare i rollen var hans svärfar John Hammett, numera Lord Cornworthy. Han framhölls som en exemplarisk förebild för hur en ärlig och hederlig politiker ska vara. Men under ytan var han inblandad i lagvrängningar, oärliga aktieaffärer och missbruk av partimedel. Dessa avslöjanden har kommit som en chock för hans svärson som tvingade Hammett att avgå på grund av ohälsa och sedan själv tillträdde posten. Avslöjandena är på väg att avslöjas för allmänheten av en skandaltidning som heter The X-Ray News när Ferrier försöker städa upp i det offentliga livet. Poirot är ointresserad tills inrikesministern Sir George Conway använder frasen "Augeas stall" och då går han med på att hjälpa till. Poirot besöker Percy Perry, den sjaskige redaktören för The X-Ray News som han har hört tidigare har tagit emot pengasummor för att inte trycka artiklar. Vid detta tillfälle vägrar dock Perry att ta emot pengar och säger att han kommer att publicera sig. Strax därefter, tillsammans med historierna om Hammett, börjar en annan serie nyhetsrapporter dyka upp i pressen som antyder olika sexskandaler kring Ferriers fru Dagmar. De målar upp en bild av henne som hänsynslös och festande på klubbar med en sydamerikansk gigolo. Dessa historier finns i The X-Ray News, som stäms för ärekränkning av Ferrier. Åklagarsidan åberopar sitt första vittne – biskopen av Northumbria – som svär på att Ferrier var i hans palats och återhämtade sig på läkares order vid de datum som nämns i tidningen. Det andra vittnet är en kvinna vid namn Thelma Anderson som uppger att hon blev kontaktad av en man som sa att han arbetade för The X-Ray News och anställde henne för att utge sig för att vara mrs Ferrier. Hon fotograferades sedan i olika komprometterande situationer.
Ferrier vinner lätt sitt förtalsmål och får därmed allmänheten att anta att ryktena om Hammett också var påhittade. Poirot avslöjar för en förvånad Ferrier att idén att använda Thelma Anderson var hans och att Dagmar var med på planen. Idén kom från Alexandre Dumas den äldres bok Drottningens halsband men den verkliga inspirationen var "Augeas stall" när Herkules använder en naturkraft – i hans fall en flod – för att städa stallet. Poirot använde sex som en naturkraft, först genom att svärta ner Ferriers namn och sedan rentvå henne offentligt, vilket resulterade i en våg av sympati som också reflekterade väl över hennes far och förstörde The X-Ray News.

### De stymfaliska fåglarna
Harold Waring, statssekreterare vid 30 års ålder, njuter av en semester i landet Herzoslovakien på ett hotell vid sidan av sjön Stempka. De enda andra engelsmännen där är den äldre kvinnan mrs Rice och hennes gifta dotter mrs Elsie Clayton. Två andra kvinnor gör Harold orolig. Han ser dem först när de kommer uppför en stig från sjön till hotellet. De är klädda i flaxande kappor, har krokiga näsor och långa naglar och får Harold att tänka på onda rovfåglar. I ett samtal med mrs Rice får Harold reda på att hennes dotter inte är änka, som han trodde, utan lever i ett äktenskap där hon utsätts för övergrepp. Hennes man Philip dricker, är vansinnigt svartsjuk och har ett våldsamt humör. Hennes dotters karaktär håller långsamt på att förstöras av detta förhållande. Mrs Rice har också fått reda på av hotellets concierge att de två onda kvinnorna är polska systrar.
En morgon hittar Harold Elsie sittandes på en stock i skogen och gråter över sitt liv. Han tröstar henne och när han eskorterar henne tillbaka till hotellet stöter de på en av de polska kvinnorna. Han undrar hur mycket hon såg. Samma kväll störtar Elsie in i Harolds rum. Hennes man har oväntat anlänt till hotellet och är i ett fruktansvärt raseri. I det ögonblicket springer Philip Clayton in. Han bär en skiftnyckel och skriker åt Elsie och anklagar henne för att ha en affär precis som en av de polska kvinnorna hade berättat för honom. Han jagar ut Elsie ur Harolds rum och tillbaka till sitt eget. Harold springer efter honom och hinner se Elsie kasta en brevpress på sin man i självförsvar. Han faller till marken och Elsie ber Harold att lämna dem innan han hamnar i trubbel. En halvtimme senare ansluter sig mrs Rice till Harold och berättar för honom att Philip är död, dödad av slaget. Harold är förskräckt och orolig för om den utländska polisen kommer att tro på historien som både han och Elsie har att berätta och att deras "förhållande" är oskyldigt. Bevisen pekar i bästa fall på dråp och i värsta fall mord. Mrs Rice får plötsligt en idé och undrar om hotellledningen och polisen är mottagliga för mutor. Harold går med på att göra ett försök och försöker få pengar, men bortsett från det, och eftersom han inte kan tala det lokala språket, låter han mrs Rice sköta förhandlingarna. Allt verkar gå bra och nästa dag ser Harold mrs Rice tala med en polis och hon berättar för honom att dödsfallet har förklarats vara av naturliga orsaker och att de alla är klara. Det vill säga tills de två polska kvinnorna går fram till mrs Rice och talar med henne. Hon översätter åt Harold och berättar för honom att de vet vad som verkligen hände (deras rum ligger bredvid Elsies) och att de utpressar det engelska paret.
Harold promenerar vid sjön när han möter Poirot. Desperat erkänner han vad som hänt. Poirot ser en omedelbar koppling mellan de två polska kvinnorna och de stymfaliska fåglarna. Poirot lovar att hjälpa till och nästa dag berättar han för Harold att han har lyckats och att utpressarna har tagits om hand. Han fick reda på via telegram att de var efterlysta av polisen och att de hade gripits. Harold blir lättad men får plötsligt syn på de två polska kvinnorna och undrar vad som står på. Poirot berättar för honom att även om de inte är särskilt attraktiva, så kommer de från en bra familj och bakgrund. De verkliga syndarna är mrs Rice och hennes dotter. "Philip Clayton" har aldrig existerat och mannen som Harold såg "dödad" var mrs Rice i förklädnad. Ingen utländsk polis är öppen för mutor på det sätt som Harold blev tillsagd. Han tillhandahöll alla pengar och var oskyldig till vad Rice "förhandlade fram" eftersom han inte talade språket. Harold bestämmer sig för att lära sig alla europeiska språk från och med nu.

### Den kretiska tjuren
Poirot blir tillfrågad om hjälp av en ung dam vid namn Diana Maberly. Hon var förlovad med Hugh Chandler i över ett år men han har brutit det eftersom han tror att han håller på att bli galen. Det finns en historia av galenskap i familjen med hans farfar och en gammelmoster som drabbades och hans far amiral Chandler har insisterat på att hans son skulle lämna flottan innan hans tillstånd förvärrades, men anledningen doldes under förevändning att han var tvungen att förvalta familjens lantegendom - en anledning som ingen trodde, inklusive överste Frobisher, en vän till familjen och Hughs gudfar. På Poirots uppmaning medger Diana att det har förekommit en del ovanliga händelser på närliggande gårdar med avskurna fårhalsar och liknande, men insisterar på att det inte har något med situationen att göra. Amiralen vägrar låta en läkare träffa hans son. Poirot reser med Diana till familjesätet Lyde Manor där han träffar de inblandade. Hugh tycker att Poirot är en fin ung tjur till man. Han får reda på ytterligare detaljer om vansinnets historia i familjen från överste Frobisher, inklusive Hughs farfar som var intagen på ett mentalsjukhus. Poirot får veta att Hughs mor dog när han var tio år gammal i en båtolycka när hon var ute med amiralen och att hon tidigare var förlovad med Frobisher innan han åkte till Indien med den brittiska armén. När han kom hem fick han veta att hon hade gift sig med amiral Chandler. Denna händelse gjorde dock inget för att minska vänskapsbanden mellan de två männen.
Poirot tvingar Frobisher att berätta mer om händelsen med fåren och får reda på att amiralen den aktuella natten hittade sin son i sängen med blod på kläderna och blod i tvättfatet, men Hugh mindes ingenting av vad han hade gjort. Poirot ifrågasätter amiralen som har åldrats oerhört sedan dessa incidenter började och som anser att det är bäst för alla att bryta förlovningen och påpekar att det inte kommer att finnas några fler Chandlers på Lyde Manor efter att han och hans son har dött. När Poirot förhör Hugh får han höra om hans drömmar som alltid verkar innehålla inslag av hydrofobi. Han lider också av hallucinationer och har en när han pratar med Poirot om att han ser en skelettfigur i trädgården. Poirot är dock övertygad om att Hugh är vid sina sinnens fulla bruk och påbörjar sina efterforskningar och ber Diana att ordna så att han kan tillbringa natten i herrgården. Han söker igenom Hughs rum och gör också en resa till ett lokalt apotek, förmodligen för att köpa en tandborste. Den natten lyckas Hugh på något sätt ta sig ut ur sitt låsta rum och hittas utanför Dianas rum med en blodig kniv i händerna efter att ha dödat en katt. Hugh återfår medvetandet, blir chockad när han hör vad som hänt och berättar för de andra att han tänker gå ut och skjuta kaniner. Det är tydligt att hans verkliga avsikt är att begå självmord i skogen med ett hagelgevär och på så sätt rädda sig själv och de andra från ytterligare smärta. Poirot stoppar honom och berättar för dem alla att Hugh är inställd på att ta livet av sig.
Gärningsmannen bestämde sig för att använda amiralens atropinögondroppar för att framkalla galenskap hos Hugh, inspirerad av Frobishers berättelser om daturaförgiftning i Indien. Atropinet blandades i Hughs raklödder så att det kunde absorberas genom huden, vilket orsakade hallucinationer och intensiv törst, och gärningsmannen dödade djuren och planterade bevis för att sätta dit honom. Poirot anklagar amiralen för att vara ansvarig; han hade upptäckt att Hugh i själva verket var Frobishers son, orsakat drunkningen för att straffa mrs Chandler för hennes otrohet och tänkt ut en plan för att eliminera Hugh. Amiralen, som led av familjens nedärvda galenskap, hade hindrat Hugh från att träffa en läkare eftersom en undersökning skulle ha bekräftat hans mentala hälsa. Poirot hade verifierat sin teori genom att låta kemisten testa ett prov av Hughs raklödder och notera hans och Frobishers liknande manér. Amiralen hånskrattar åt Poirots förklaring, tar Hughs hagelgevär och går ut i skogen för att jaga kaniner. Ett skott hörs strax efter.

### Diomedes hästar
En natt blir Poirot uppringd av den unge bekanten doktor Michael Stoddart för att få hjälp. När Poirot går till den adress han fått hittar han Stoddart i mrs Patience Graces lägenhet, där en utsvävande fest håller på att avslutas, inklusive användning av kokain. Stoddart hade kallats efter att mrs Grace hade haft ett gräl med sin pojkvän Anthony Hawker. Hon försökte skjuta honom när han lämnade lägenheten och tillfogade en förbipasserande luffare ett köttsår. Stoddart lappade ihop luffaren som har accepterat en belöning. Stoddart oroar sig för Sheila Grant, som han träffade på en jaktbal i landet. Sheila som var på festen, är fortfarande kvar i lägenheten och har precis vaknat och mår fruktansvärt dåligt efter ruset av drogerna. Hon är en av fyra döttrar till en pensionerad general och allt tyder på att Sheila och hennes systrar håller på att bli galna och hamna i en svår situation där kokainet flödar fritt. Stoddart läxar upp henne om kokainet och Poirot presenterar sig. Det är uppenbart att Sheila har hört talas om honom och är nervös för honom. Poirot jämför droghandel med att livnära sig på människokött (i hans sinne, som Diomedes hästar, som utfodrades med människokött).
Poirot besöker Mertonshire, där gamla vännen Lady Carmichael ger honom information om familjen Grant. Alla flickorna dras till det onda eftersom deras pappa inte kan kontrollera dem. De umgås med Hawker, som har ett obehagligt rykte, liksom en annan av hans "väninnor", mrs Larkin. Lady Carmichael är överlycklig över att Poirot har besökt henne för att undersöka något speciellt brott, men detektiven säger till henne att han bara är där för att tämja fyra vilda hästar. Han besöker general Grant vars hus är fyllt med artefakter från Indien. Generalen själv fulländar den klichéartade bilden sittande i en fåtölj med foten bandagerad av gikt, drickandes portvin och rasar mot världen. Poirot berättar nyheten om drogerna och lyssnar på den gamle mannens skrik av ilska och svurna hot mot den som leder hans flickor i trubbel. Poirot lämnar rummet och snubblar klumpigt mot sin värd. Poirot har själv bjudit in till en fest hemma hos mrs Larkin där han träffar Sheilas syster Pamela. Hawker anländer med Sheila, som just kommit från en jakt, och vill fylla på sin spritflaska. Sheila har hört från en av husets tjänare att Poirot besökt hennes pappa dagen innan. Han berättar för henne om det hot hon utsätts för på grund av sitt drogintag. När han går hör han Pam viska till Sheila om flaskan. Poirot ser den övergivna kolven och finner den full av vitt pulver.
En tid senare hemma hos Lady Carmichael berättar Poirot för Sheila att hennes fotografi har identifierats av polisen. Hennes riktiga namn är Sheila Kelly. De fyra flickorna är inte döttrar till general Grant, som inte är general, utan ledare för en knarkliga, och de fyra unga kvinnorna säljer drogerna åt honom. Han berättar för en förvånad Michael att "Generalen" överdrev sin handling, eftersom gikt vanligtvis drabbar mycket gamla män, inte medelålders fäder till unga kvinnor. När Poirot snubblade med flit stötte han till Grants "giktiga" fot, men Grant märkte det inte. Hawker var inte en langare av droger utan en användare. Pam och Sheila försökte sätta dit honom på Grants order med en flaska kokain. Poirot övertalar Sheila att vittna mot Grant och därmed slå sönder ringen. Genom att göra det kommer hon att kopiera hästarna i legenden, som blev normala efter att Herkules matade deras herre till dem. Poirot berättar för en generad Stoddart att Sheila säkert kommer att förlora sina kriminella tendenser med honom för att ta hand om henne.

### Hippolytesgördel
Alexander Simpson ber Poirot att hjälpa till med utredningen av en målning av Rubens som stulits från galleriet som han äger. En grupp arbetslösa män fick betalt för att genomföra en demonstration i galleriet som, när det väl hade rensats av polisen, visade sig ha varit en avledningsmanöver för att göra det möjligt att klippa ut tavlan ur sin ram. Simpson vet att målningen transporteras till Frankrike där den kommer att köpas av en miljonärssamlare och han vill att Poirot ska hjälpa till eftersom han tror att han kommer att vara bättre på att hantera en skrupelfri rik man än vad polisen kommer att vara. Poirot går motvilligt med på att hjälpa till. Han är mycket mer intresserad av ett fall som Japp har om Winnie King, en femtonårig engelsk flicka som eskorterades till Paris som en av ett sällskap av sådana flickor för den nya terminen på miss Popes exklusiva skola där. På väg tillbaka från tågets restaurangvagn, strax efter att det lämnat Amiens (sista stoppet innan Paris), gick Winnie King in på toaletten och försvann till synes. Ingen kropp har hittats vid sidan av spåren och tåget stannade inte vid någon station utan saktade bara in för att få en signal. Winnies hatt återfanns dock senare i närheten av spåren. Poirot frågar om hennes skor har hittats.
En tid senare ringer Japp till Poirot och berättar att Winnie har hittats cirka 24 km från Amiens. Hon är omtöcknad, har blivit dopad enligt läkaren som undersökt henne och kan inte minnas mycket efter att ha gett sig av från sin hemstad Cranchester. Hon minns ingenting av att hon träffat en av miss Popes medarbetare, Mmss Burshaw, i London före resan till Frankrike. Trots att flickan hittas pratar Poirot med kriminalinspektör Hearn, som har tagit hand om fallet och inte är närmare att lösa mysteriet om hur flickan försvann. De enda andra personerna i vagnen verkade fria från misstankar – två medelålders ungmör, två franska handelsresenärer från Lyon, en ung man vid namn James Elliot och hans pråliga hustru och en amerikansk dam som man vet mycket lite om. Han kan bekräfta att Winnies skor hittades vid järnvägen, vilket bekräftar Poirots teori. Poirot reser till Frankrike och besöker miss Popes etablissemang i Neuilly. Den formidabla rektorn berättar för Poirot om fördelarna med att hennes skola ligger nära musiken och kulturen i Paris. Han hör hur två parisiska poliser bett om att få söka igenom Winnies koffert, utan att någon av dem verkar ha talat med den andre, och ser en dåligt målad tavla i olja föreställande bron vid Cranchester, utförd av Winnie som en present till miss Pope. Inför den häpna kvinnan börjar Poirot skrubba bilden med terpentin samtidigt som han berättar för henne att Winnie aldrig gjorde resan över till Frankrike. Miss Burshaw träffade en flicka i London, som hon aldrig hade sett förut, och som sedan helt och hållet förändrade sitt utseende i toaletten på tåget, kastade skolflickshatten och skorna genom fönstret och förvandlade sig till James Elliots pråliga hustru. Samtidigt har Poirot skalat bort Winnies "fruktansvärda" målning för att exponera en andra under den: Hippolytes gördel, Rubens försvunna mästerverk.
Tjuvarna smugglade in tavlan i en eskorterad skolflickas koffert, eftersom de visste att en sådan sak aldrig skulle genomsökas av tullen, och en i gänget kastade då av sig sin förklädnad av en vanlig skolflicka. Andra medlemmar i gänget, utklädda till poliser, kunde senare söka igenom kofferten och hämta tavlan. De visste inte att miss Pope, som insisterade på att koffertarna skulle packas upp vid ankomsten, skulle hitta "presenten" och omedelbart ta den i besittning. När Poirot går svärmar flickorna runt honom och ber om hans autograf, vilket Poirot refererar till som amasonernas attack.

### Geryonsboskap
Poirot återknyter bekantskapen med miss Carnaby, följeslagaren från avsnittet om det nemeiska lejonet, som Poirot hyllar som en av de mest framgångsrika brottslingar han någonsin träffat. Hon oroar sig eftersom hon ständigt tänker på olagliga system som hon är säker på skulle fungera och hon fruktar att hon håller på att förvandlas till en förhärdad brottsling. Hon vill använda sina talanger på ett bra sätt och hjälpa Poirot att bekämpa brott på alla sätt hon kan. Hon har också tagit upp ett möjligt fall för honom där hon kan bevisa sig själv. Hon har en väninna, mrs Emmeline Clegg, som är änka och har det gott ställt. I sin ensamhet har Clegg funnit tröst i en religiös sekt som kallas "Herdens flock", som har sin bas i en retreat i Devon. Deras ledare dr Andersen är en stilig och karismatisk man. Mrs Clegg har upprättat ett testamente där hon lämnar all sin egendom till flocken. Miss Carnaby är särskilt bekymrad eftersom hon känner till tre kvinnor i en liknande situation som alla har dött under det senaste året. Hon har undersökt och inte funnit något ovanligt i dödsfallen, som alla berodde på naturliga orsaker och inget av dem inträffade i helgedomen utan hemma hos den avlidne. Poirot ber miss Carnaby att infiltrera sekten. Hon skall låtsas vara avvisande mot dem och sedan, när hon väl är inne i helgedomen, övertalas att bli omvänd. Poirot konsulterar Japp. Scotland Yard-detektiven får reda på att Andersen är en tysk kemist, relegerad från ett universitet där av nazisterna för att han hade en judisk mor och att det inte finns något misstänkt med dödsfallen av de kvinnor vars namn har lämnats av miss Carnaby. Poirot ser dock Andersen som monstret Geryon som han är fast besluten att förgöra. Miss Carnaby slår sig ner i helgedomen med mrs Clegg och deltar i en fest som hålls på natten - "The Full Growth of the Pasture". Under gudstjänsten avfärdar hon liturgin men känner plötsligt ett nålstick i armen. Nästan omedelbart börjar hon uppleva en känsla av välbefinnande och eufori som får henne att sova en kort stund.
Poirot instruerar henne att berätta för Andersen att hon kommer att få en stor summa pengar som hon kommer att lämna till flocken, att hon har problem med sina lungor och att mrs Clegg snart kommer att ärva en stor summa från en moster, mer än hennes nuvarande egendom. Poirot frågar också om hon har träffat en mr Cole i helgedomen. Miss Carnaby har gjort det och för henne är han en mycket besynnerlig man. Som för att bevisa att hennes påstående var riktigt tilltalar mr Cole strax därefter miss Carnaby med berättelser om sina märkliga syner, som inbegriper jungfruoffer, Jehova och till och med Oden. Hon räddas från ytterligare märkliga historier genom att mr Lipscombe, som är inneboende på godset Devonshire, anländer. Dagen före nästa gudstjänst träffar miss Carnaby Poirot i en lokal tebutik. Hon verkar ha gjort en helomvändning och säger till Poirot att Andersen är en stor man och att hon inte kan förråda honom. Hon rusar ut ur butiken och Poirot ser att en surmulen man har lyssnat på deras samtal. Nästa gudstjänst pågår och miss Carnaby är på väg att injiceras igen när mr Cole kliver in. Det blir slagsmål och polisen väller in i lokalen. Cole är i själva verket kriminalinspektör Cole och han arresterar Andersen. Senare konfererar parterna. Mannen i tebutiken hette mr Lipscombe och när miss Carnaby kände igen honom satte hon på sig en trohetshandling till Andersen. Poirot insåg detta när han fick mannen att följa med tillbaka till stugan. Andersens kemibakgrund (även om han förmodligen inte var en judisk flykting) kom väl till pass för att förbereda injektioner av hasch för att framkalla extas hos sina anhängare och även för att injicera dem med relevanta bakterier när han ville döda dem och ärva deras egendomar. Andersen var på väg att injicera fröken Carnaby med tuberkulosbakterier för att knyta an till den fiktiva åkomma hon berättade om. Bevisen har erhållits i laboratoriet i helgedomen som polisen har gjort razzior i.

### Hesperidernasäpplen
Poirot får besök av Emery Power, en rik konstsamlare av irländsk börd. För tio år sedan köpte han på auktion en guldbägare som påstods vara gjord för påven Alexander VI av Benvenuto Cellini, som Borgia-påven använde för att förgifta sina offer. Bägarens design är en hoprullad orm som omger ett träd med äpplen som representeras av smaragder. Poirot blir genast intresserad när äpplen nämns. Power betalade en summa motsvarande 30 000 pund för att köpa den på auktion 1929, men på försäljningskvällen stals bägaren och andra föremål från säljarens hem Marchese di San Veratrino. Polisen var då säker på att det var ett gäng på tre internationella tjuvar som låg bakom. Två av männen tillfångatogs och en del av de stulna föremålen återfanns, men bägaren fanns inte bland dem. En tredje man, en irländsk kattinbrottstjuv vid namn Patrick Casey, dog strax efteråt när han föll från en byggnad och försökte utföra ett nytt brott. Markisen hade erbjudit sig att betala tillbaka sina pengar, men Power ville inte utnyttja detta erbjudande eftersom han inte längre skulle vara den lagliga ägaren till bägaren om den hittades. Power hade spenderat tio år och mycket pengar på att försöka hitta bägaren, men utan framgång. Han hade misstänkt att den verklige brottslingen var Sir Reuben Rosenthal, som var hans rival på auktionen 1929, men de blev nyligen affärsallierade och Power är nu övertygad om att Rosenthal är oskyldig. Poirot tar sig an uppdraget och intervjuar detektiven i fallet, kommissarie Wagstaffe, om de misstänkta. Patrick Caseys fru, en sträng katolik, är död. Hans dotter är nunna i ett kloster och hans son, som tog efter sin far, sitter i fängelse i USA. Det finns många ledtrådar kopplade till gänget som sträcker sig över hela världen och Poirot sätter igång sina efterforskningar.
Tre månader senare besöker Poirot klostret som Caseys dotter gick in i, i en avlägsen del på Irlands västkust. Han upptäcker att hon hade dött två månader tidigare. Poirot lär känna en av lokalbefolkningen som hjälper honom att bryta sig in i klostret, där han återfår bägaren. Han lämnar tillbaka den till Power och berättar för honom att nunnorna använde den som en kalk. Caseys dotter tog den förmodligen dit för att sona sin fars synder och nunnorna var okunniga om dess ägande och antika historia. Poirot drog slutsatsen att det skulle vara i klostret eftersom det inte hade funnits några spår av att någon hade bägaren efter att den hade stulits. Därför var det någonstans där "vanliga materiella värden inte gällde". Omnämnandet av att Caseys dotter var nunna var det självklara. Poirot visar Power hur påven under renässansen använde en dold mekanism i bägaren för att lägga giftet i offrets drink. Poirot menar att det inte kommer att komma något gott ur att äga ett föremål med en sådan ond historia. Om den ges tillbaka till klostret kommer nunnorna att hålla mässor för Powers själ. Han påminner Power om sin barndom i västra Irland. Power håller med; Han har fått vad han vill ha, vilket var att äga bägaren. Poirot återlämnar bägaren till klostret som en gåva från en man som är så olycklig att han inte vet att han är olycklig.

### Upphämtandet av Cerberos
Poirot är på väg ut från Londons tunnelbana vid Piccadilly Circus när han passerar en gammal bekant, grevinnan Vera Rossakoff, i rulltrapporna på väg i motsatt riktning. Hon insisterar på att de ska träffas och när hon blir ombedd att föreslå en plats svarar hon "I helvetet...!" Poirot är förbryllad, men det är den orubbliga miss Lemon som kyligt informerar honom om att det är namnet på en ny nattklubb i London och bokar ett bord för honom för kvällen. Klubben ligger i en källare och är inredd i helvetesstilar som representeras av olika kulturer. Den har till och med en stor svart, ondskefull hund vid ingången som heter Cerberus. Rossakoff presenterar honom för professor Liskeard som gav henne råd om dekorationerna (även om han skäms över de pråliga resultaten), och för dr Alice Cunningham, en psykolog som är förlovad med Rossakoffs son, som för närvarande arbetar i Amerika. Alice och Poirot kommer inte överens. Hon är kyligt intresserad av kriminella tendenser och finner Rossakoffs kleptomani intressant, men till Poirots förtret verkar hon inte alls intresserad av den legendariske detektiven. Hans ifrågasättande av hennes sätt att klä sig med sin tunga kappa och kjol med fickor istället för en mer feminin klädstil faller inte i god jord. Alice tycker dock att en person som heter Paul Varesco är fascinerande. Han är ett snyggt salongslejon med ett mycket tvivelaktigt rykte och hon tillbringar tid med att dansa med honom och frågar honom oavbrutet om händelser i hans barndom som kan ha bidragit till hans personlighet. Poirot känner igen en ung Scotland Yard-detektiv i folkmassan i aftonklänning och känner att något är på gång.
När Poirot träffar Japp nästa dag bekräftas hans misstankar. Klubben bevakas av polisen eftersom de har kopplat den till en knarkliga. De kan inte spåra personen som lagt upp pengar för att köpa klubben, men de vet att drogerna betalas med smycken. Rika damer byter ut sina stenar mot imitationer och droger, och förnekar senare att de kände till bytet när de kontaktar polisen och sina försäkringsbolag. Scotland Yard har spårat arbetet med juvelerna till ett företag som heter Golconda, och därifrån till Paul Varesco. Polisen gör en razzia på klubben men kan inte hitta några juveler eller droger som gömts på klubben eller på någon där, särskilt inte Varesco. De har turen att få tag på en efterlyst mördare av en slump under razzian, och tipsar därför inte knarkligan om dess verkliga anledning. Poirot frågar Rossakoff om klubbens verkliga ägare. Hon förnekar att någon annan är ägaren, men hon blir förskräckt när hon får höra om dess koppling till droger. Japp berättar för Poirot om en annan plan för att plundra klubben och Poirot gör sina egna arrangemang. Samma natt som razzian äger rum placerar Poirot en liten man vid namn Higgs utanför klubben.
Morgonen efter räden ringer Japp till Poirot och berättar att de hittat juveler i professor Liskeards ficka, men att han hade blivit ditsatt. Inga droger upptäcktes dock så någon måste ha tagit bort den från klubben. Poirot säger till den förvånade Japp att han var ansvarig, och lägger sedan ifrån sig telefonen. Rossakoff anländer till Poirots lägenhet. Hon erkänner glatt för Poirot att hon stoppade juvelerna i professorns ficka eftersom hon hade hittat dem i sin egen väska när razzian började, och att hon därför var tvungen att göra sig av med dem så fort hon kunde. Det var Varesco som planterade dem på henne och hon erkänner att han är den verklige ägaren till lokalen. Poirot tar med henne in i rummet bredvid där Higgs och Cerberus väntar. Higgs kan hantera vilken hund som helst och tog ut det annars våldsamma djuret under räden. Poirot ber Rossakoff att beordra den lydiga hunden att släppa vad den håller i munnen och det gör den. Ett litet förseglat paket kokain faller till marken. En chockad Rossakoff bedyrar högljutt sin oskuld och Poirot säger att han tror henne – den verkliga brottslingen är Alice som är i förbund med Verasco. Hon bar drogerna i sina stora kjolfickor och stoppade dem i sina kunders fickor på dansgolvet. När razzian inträffade och ljuset slocknade tillfälligt, väntade Poirot vid Cerberus och hörde henne stoppa paketet i hundens mun – och Poirot tog tillfället i akt att klippa av ett tygprov från hennes ärm som bevis.

## Litterär betydelse och mottagande
Maurice Richardson skrev kort i The Observer den 5 oktober 1947: "Deckardrottningen provar den svåra, otacksamma maratonformen. Herkules storverk består av tolv Poirot-fall, prydligt uppbyggda men som oundvikligen saknar det kors och tvärs av villospår som får våra artärer att pulsera över hela sträckan. Men kommer Agatha Christie att tillåta den lilla ägghövdade egoisten att verkställa sitt fruktansvärda hot om pensionering?"
En icke namngiven recensent i Toronto Daily Star skrev den 6 december 1947: "Hercule Poirot... här efterliknar han sin olympiska namne, Herkules ... När gamlingen tog sig an de 12 klassiska arbetena... så Mrs. Christie släpper lös sin prydliga detektiv på 12 moderna motsvarigheter i upptäcktsmysteriet. En knepig uppgift, snyggt utförd."
Robert Barnard skrev i A Talent to Deceive: An Appreciation of Agatha Christie: "Förmodligen den bästa enskilda novellsamlingen, eftersom den är mer varierad i sina problem och lättare i sin handlag än vanligt. Massor av knep från hennes romaner, och andras används mycket skickligt. Men omnämnandet av den bägare som Cellini gjorde för Alexander VI (före tre års ålder?) är ett bra exempel på Christies slarv, som nästan gränsar till kälkborgerlighet eller förakt för sin publik."

## Bearbetningar
Herkules storverk filmatiserades av Guy Andrews med David Suchet som Poirot som en del av den sista säsongen av Agatha Christies Poirot. Bearbetningen kombinerade "Den kerynitiska hinden", "Det erymantiska vildsvinet", "De stymfaliska fåglarna", "Hippolytes gördel" och "Upphämtandet av Cerberos" till ett mysterium med "Vildsvinet" som det centrala. Handlingen i "Hinden" och "Fåglarna" är ganska troget inkluderad, medan endast element från de andra är närvarande. "Släktförbannelsen", den enda Poirot-novellen som inte tidigare dramatiserats, refererades också till i denna adaption. Den sändes första gången på ITV den 6 november 2013.
Till skillnad från i romanen är det inte Poirot som tar sig an de titelarbetena som fall, utan snarare en serie målningar som är stulna av huvudskurken Marrascaud; Titeln är också symbolisk för Poirots väg till upprättelse efter att hans plan att snärja Marrascaud leder till det meningslösa mordet på en oskyldig flicka, Lucinda LeMesurier. Den mest signifikanta avvikelsen från källmaterialet är förändringen av Marrascauds identitet, den enda gången då mördarens identitet har ändrats under seriens gång; I boken är det Gustave som är Marrascaud, men i filmatiseringen är det Alice Cunningham (som inte är Rossakoffs svärdotter, utan den senares dotter), med Gustave som hennes medbrottsling, tillsammans med Dr Lutz.
Bearbetningen markerar det andra och sista framträdandet av grevinnan Vera Rossakoff i denna serie, här spelad av Orla Brady. Det senaste framträdandet sändes 1991, i avsnittet "De två ledtrådarna", där Kika Markham spelade Rossakoff.
Inspelningen av detta avsnitt ägde rum i april och maj 2013 och regisserades av Andy Wilson, som också regisserade Döden på Nilen och Högt vatten för serien. Wilson beskrev denna anpassning som "en resa av restaurering och försoning för Poirot".
Det schweiziska hotellet som heter "Hotel Olympos" spelades in i Halton House i Aylesbury; Sovrummen byggdes dock på Pinewood studios.